# كيث غوش
كيث غوش (بالإنجليزية: Keith Gooch)‏ هو لاعب كرة قدم كندية أمريكي، ولد في 31 أغسطس 1959 في Fort Ord ‏ في الولايات المتحدة.

## وصلات خارجية
- كيث غوش على موقع JustSportsStats.com (الإنجليزية)